# Hydraena camerosicula
Hydraena camerosicula (лат.) — вид жуков-водобродок рода Hydraena из подсемейства Hydraeninae. Название состоит из имени места обнаружения (Камерун) и слова sicula, обозначающего признак кинжаловидного отростка эдеагуса.

## Распространение
Встречаются в Камеруне (Экваториальная Африка).

## Описание
Жуки-водобродки мелкого размера (менее 1,5 мм), удлинённой формы. Дорзум коричневый до тёмно-коричневого, лоб и макула переднеспинки темнее, нижнечелюстные пальпы светлее, кончик последнего пальпомера не темнее. Отличается от других представителей рода в Камеруне сочетанием сравнительно большого размера тела (1,49 мм), глубоких пронотальных вдавлений, узкой срединной впадины между метавентральными бляшками и строением эдеагуса. Взрослые жуки, предположительно, как и близкие виды, растительноядные, личинки плотоядные.

## Классификация
Вид был впервые описан в 2022 году американским энтомологом Philip Don Perkins (Department of Entomology, Museum of Comparative Zoology, Гарвардский университет, Кембридж, США) по типовым материалам из Камеруна.